# Lia, Na Uy

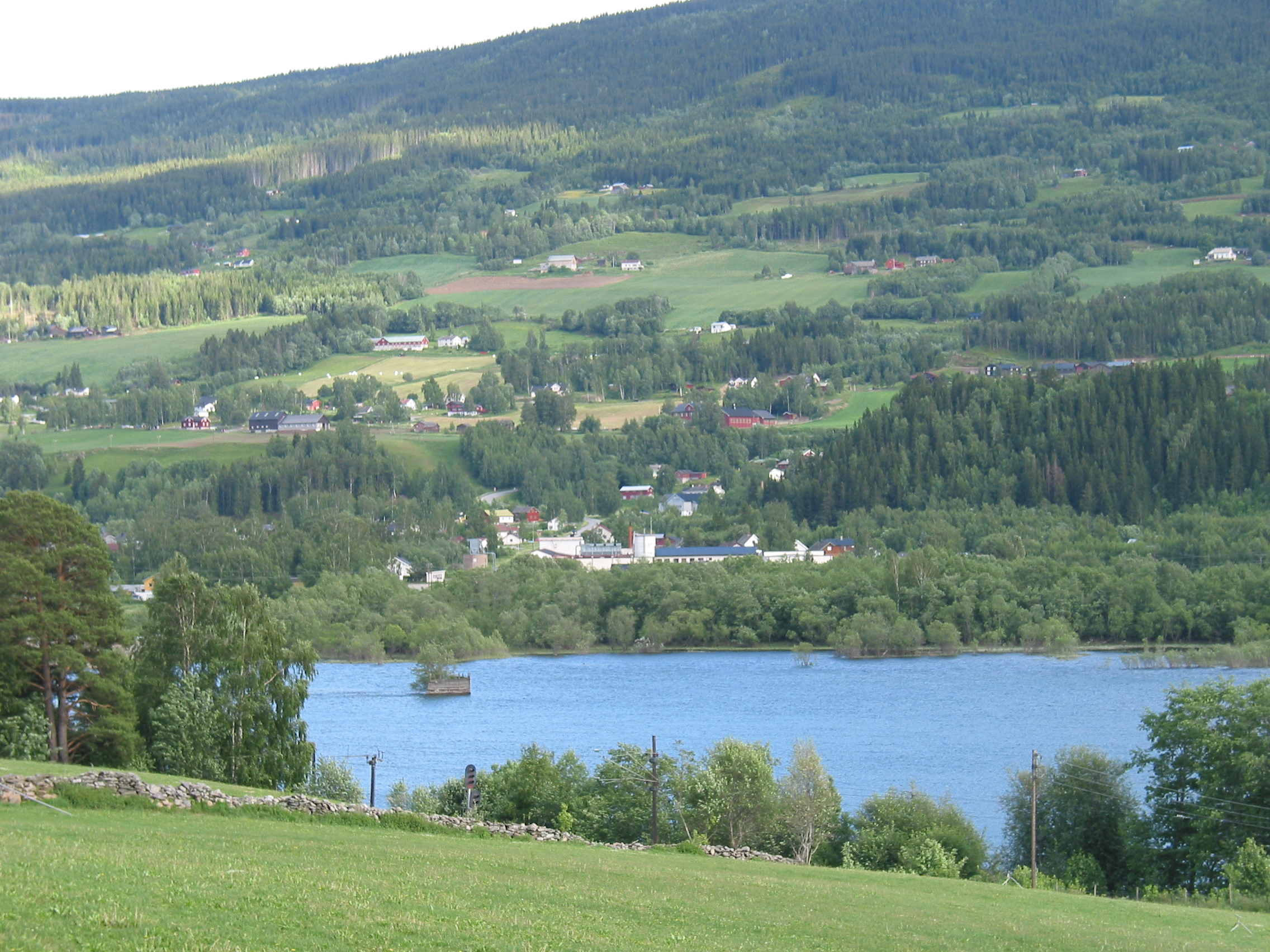
Lia, từ Hundorp.

Lia là một làng ở Sør-Fron, Innlandet, Na Uy. Dân số của làng là 261. Làng phân cách với Hundorp bởi sông Gudbrandsdalslågen.